# Pachylophus obscurior
Pachylophus obscurior är en tvåvingeart som beskrevs av Becker 1916. Pachylophus obscurior ingår i släktet Pachylophus och familjen fritflugor. Inga underarter finns listade i Catalogue of Life.